# Ion Lazu
Ion Lazu (n. 6 ianuarie 1940, Cioburciu, raionul Ștefan Vodă, Republica Moldova) este un prozator, eseist și poet român.

## Biografie
Părinții săi: Grigore și Vera (născută Ciobanu), au fost proprietari agricoli, mici negustori. Pe linia mamei, se înrudește cu Ștefan Ciobanu, profesor de Istoria literaturii române vechi, director al Liceului Real Al. Russo din Chișinău, unul dintre artizanii Unirii din 1918, ulterior Ministrul Culturii și Cultelor. În martie 1944 familia scriitorului s-a refugiat din fața frontului, stabilindu-se în comuna Cireașov, jud. Olt. Școala primară o face în satul de adopțiune, apoi continua la Slatina clasele secundare la Școala Ionașcu și liceul Radu Greceanu (promoția 1956). În același an devine student la Facultatea de geologie-geografie a Universității București, pe care o absolvă în 1961, când devine geolog-prospector la o întreprindere de profil din capitală, unde a activat până la pensionare, în 1999, după 38 de ani de activitate neîntreruptă, practic în toate regiunile țării. Nu a fost membru de partid. Între 1996- 2007 este redactor șef la Editura Vinea.
În anul 1981 s-a căsătorit cu Lidia (n. 1953, fostă Duță), absolventă a Școlii populare de artă, secția Teatru, autoare a 10 volume de poezie. Au un fiu, Andrei Laurențiu, cu un Master în Informatică.

## Opera
Ion Lazu a debutat cu poezii în revista Ateneu în decembrie 1964 și a continuat să publice sporadic versuri și proze scurte. Nu a publicat niciodată articole în presa comunistă. Ion Lazu a publicat în presa literară a ultimelor două decenii: cronici, interviuri, eseuri, evocări (Mircea Ciobanu, D. Alexandru, Cezar Baltag, G. Țărnea, Gabriela Negreanu, Dragoș Vrânceanu, Cornel Regman, Constanța Buzea etc), pagini de memorialistică. În ultimii 2-3 ani, pe blogul său  a postat la rubrica "Scriitorul zilei" un număr de cca 500 prezentări ale marilor scriitori români, publicând apoi Calendarul scriitorilor români, vol. I, II, și III, cca 1900 pagini ed. TipoMoldova, 2014.

### Operele cele mai importante
(cu referințe critice)
- Rămășagul, roman, ed. Cartea românească 1979
- Capcana de piatră, roman 1987, ed. Cartea românească
- Veneticii, 2002, ed. Vinea, roman despre refugiul basarabenilor
- Scene din viața literară
- Ruptura
- Odiseea Plăcilor Memoriale este jurnalul proiectului inițiat de Ion Lazu și a acțiunii luate pe cont propriu de a fixa în București plăci memoriale pentru cca 230 scriitori dispăruți. Este, după cum se exprima scriitorul Bedros Horasangian "Un fals jurnal și un metaroman deopotrivă în cel mai pur stil mirceahoriasimionesc, un text complex, aparent calat doar pe o idee generoasă."[3][4][5][6][7][8].

### Proză
- Ningea în ochii ei albaștri, schițe și povestiri, ed. Eminescu, 1970;
- Despre vii, numai bine, roman, ed. Eminescu, 1971;
- Blana de viezure, povestiri, Ed. Cartea românească, 1979;
- Rămășagul, roman, Ed. Cartea românească, 1982;
- Curtea interioară, roman, Ed. Albatros, 1983;
- Capcana de piatră, roman, Ed. Cartea românească, 1987; ed. definitivă, 2013;
- Veneticii, roman, Ed. Vinea, 2002; Veneticii, ediții definitive, 2009, 2014, ed. Ideea europeana; eLiteratura, 2018;
- Ruptura, roman, Ed. Albatros, 2004; ed. defin., 2013
- Sălbaticul, roman, Ed. Vinea, 2005;
- Scene din viața literară, fragmente de jurnal, ed. Ideea Europeana, 2007;
- Himera literaturii pe vremea terorii și după aceea, (coautor Ion Murgeanu), Curtea Veche, 2007;
- Tinerețea pe sfârșite. Rămășagul, proză scurtă, Ed. TipoMoldova, 2012;
- Odiseea plăcilor memoriale, Ed. Biblioteca Bucureștilor, 2012; ed. definitivă, Eikon, 2016;
- Vreme închisă, jurnal 1979-1989, Ed. EuroPress, 2012;
- Calendarul scriitorilor români, vol. I, II, III, ed. TipoMoldova, 2014; ed. definitivă, 2015.
- Prieteni prin cărți, ed. TipoMoldova, 2015
- Ecografia Fantasmei, Jurnale, 1, Ed. Semne, 2016;
- Omul bun are timp pentru toate, Jurnale, 2, Ed. Semne, 2016
- Nu putem pleca toți din România, eseuri, cronici, Ed. eLiteratura, 2018
- În neatenția generală, jurnal, Ed. eLiteratura, 2019
- Ecoul și Umbra, jurnale, Ed. eLiteratura, 2019
- Câștigul și pierderea, Ed. eLiteratura, 2020
- Centrul și marginea, Ed. eLiteratura, 2020
- Satul de adoptiune, roman, ed. Junimea, 2022.

### Poezie
- Muzeul Poetului, elegii, Ed. Eminescu, 1981;
- Poemul de dimineață, elegii, Ed. Vinea, 1996;
- Cuvinte lângă zid, elegii, Ed. Vinea, 1999;
- 101 poeme, colectia Ideal, 2011;
- Eu scriu la lumina mâinii mele, Colecția Opera Omnia, Ed. TipoMoldova, 2012
- Gâlceava sonetelor de la Neptun, în colaborare cu Gh. Istrate și Ion Murgeanu, Ed. eLiteratura, 2019

A editat o antologie din poezia lui Valeriu Ciobanu: "Haina de brumă", Ed. Minerva, 1984.
A editat o antologie lirică din opera lui Valeriu Ciobanu: ”Cântece de zgură”, Ed. Eykon, 2017

### Literatură pentru copii
- Întâmplări din pădure, povestiri, Ed. Ion Creangă, 1991; editia II-a, Ed.Ideea europeană, 2007;
- Cartea lui Andrei, poezii, ed. Vinea, 2008.

### Prezența în antologii
“Poezia pădurii” , 1999; “Spectre Lyrique”,1999; Biblioteca Argeș, 2007; Antologia sonetului românesc, 2009; Antologie de poezie română contemporană, 2014.

### Lucrări în manuscris
Țara zvonurilor adevărate, Jurnal 2010; Îngânarea vieții, Jurnal 2011; Scriind mai departe, jurnal 2013; Vorbirea din gând, jurnal 2014; Fals tratat de evazionism, jurnal 2015; 
- Înainte, calm și drept, roman (de Francois Nourrissier), traducere de Lidia și Ion Lazu
- Sonetele de la Neptun, în colaborare cu Gh. Istrate și I. Murgeanu, 
- Ofranda Mării, album de artă fotografică, - Oameni pe care i-am întâlnit, album de artă fotografică, .

### Scenarii de film
- Vestea (Premiul I, 1970)
- Câinele galben
- Casa de sub pădure
- Zapisul obenilor
- Veneticii

### Artă fotografică
- Natura sculptează, Ed. Sport-Turism, 1984.[9]

- Literaturile Bucureștiului", coautor. Editura MNLR, 2010.

#### Expoziții de artă fotografică
(în țară și în Luxemburg)
- Oameni pe care i-am întâlnit
- Pietre

### Proiecte
Inițiator al Proiectului cultural "Plăci memoriale pentru marii scriitori dispăruți" (au fost fixate cca 200 plăci memoriale în București, în anii 2007-2009);
Inițiator și responsabil al Proiectului "Scriitori încarcerați sub regimul comunist", 2008, proiect oprit în faza de finalizare.
(Inițiator al proiectului Școli sătești cu nume de scriitori, 2017.
Initiatorul și realizatorul Proiectului Placa centenara pentru cei 122 scriitori romani combatanti in Marele Război al Intregirii, 1914-1918.

## Afilieri
Membru al Uniunii Scriitorilor din România

## Premii/Distinctii
Premii literare, pentru artă fotografică și premiul I pentru subiecte de film, cu Vestea, 1970.
Premiul Opera Omnia al Filialei proză a USR, 2015.
Cetățean de onoare al municipiului Slatina.